# Doris (nome)
Doris  è un nome proprio di persona italiano femminile.

## Varianti
- Femminili: Doride[1][2], Dori[1]

### Varianti in altre lingue
- Croato: Doris[3]
- Danese: Doris[3]
- Greco antico: Δωρίς (Doris)[4][3]
- Inglese: Doris[3][4][5], Dorris[3]
  - Ipocoristici: Dory[3]
- Polacco: Doryda
- Portoghese: Dóris[3]
- Svedese: Doris[3]
- Tedesco: Doris[3]

## Origine e diffusione
È un nome di tradizione classica, portato nella mitologia greca da Doride, una delle oceanine, e attestato come personale nell'antica Grecia come anche nell'antica Roma (così si chiamò, tra l'altro, la donna amata da Giovenale). Deriva dal greco Δωρίς (Doris), un etnonimo che significa "abitante della Doride", "[donna] dei dori" (rispettivamente un'antica regione del Peloponneso e la tribù che l'abitava); può anche riprendere direttamente il toponimo della Doride, in greco sempre Δωρίς, forse da δῶρον (dôron, "dono", la stessa radice da cui derivano anche Doriano e Doron).
In Italia è raro; negli anni settanta se ne contavano circa duemilaseicento occorrenze, sparse al Nord e, in misura minore, al Centro. Nei paesi anglofoni è usato a partire dal XIX secolo.

## Onomastico
Il nome è adespota, non avendo sante che gli corrispondano. L'onomastico può essere festeggiato il 1º novembre per la festa di Ognissanti.

## Persone
- Doris Bačić, calciatrice croata

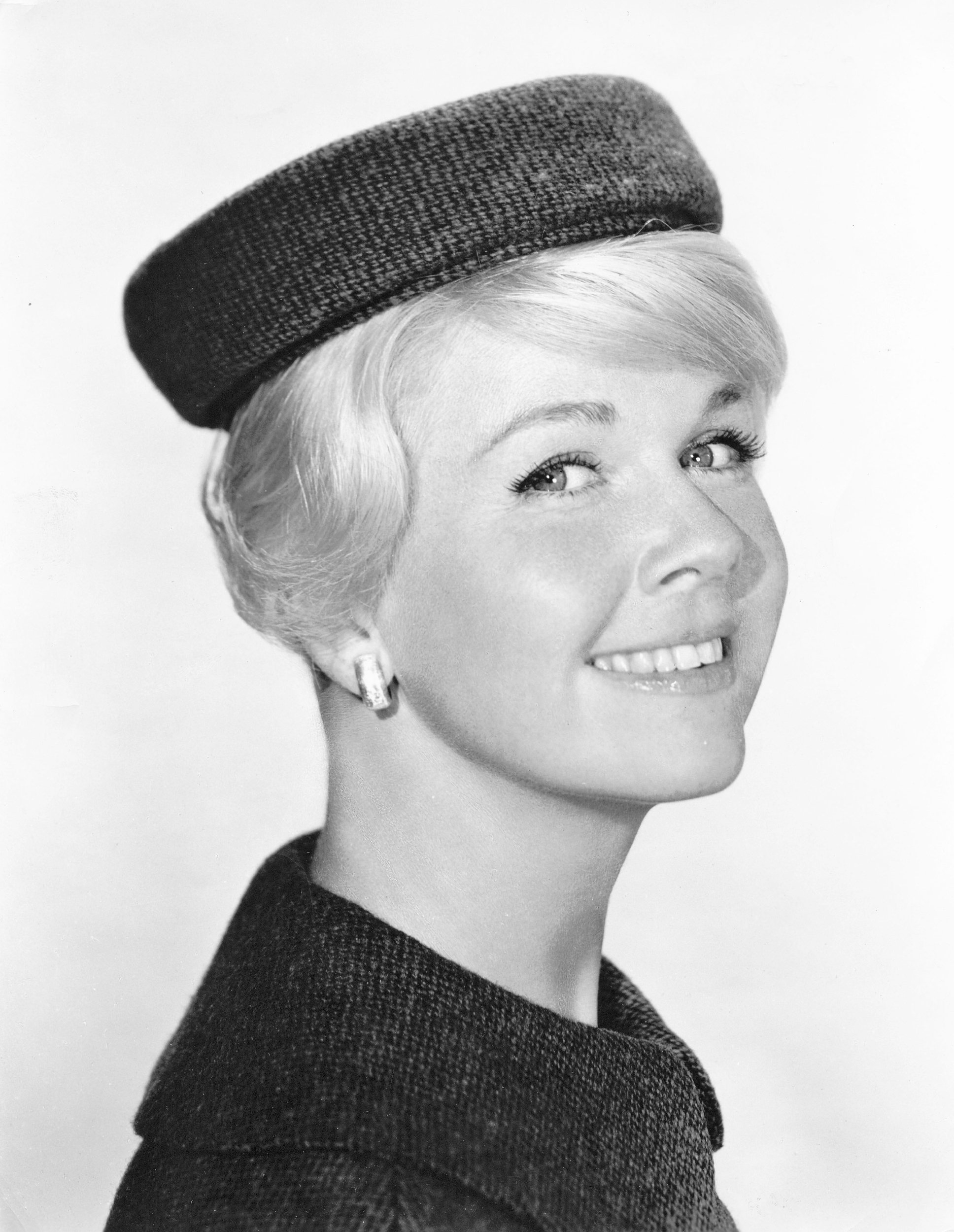
Doris Day

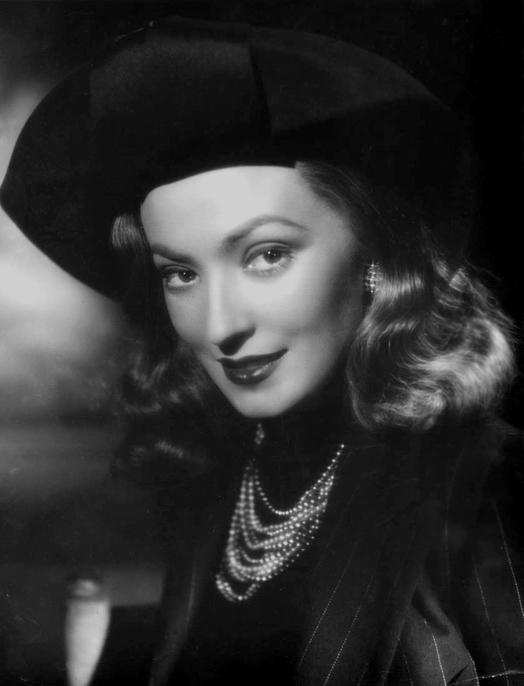
Doris Duranti

- Doris Day, attrice e cantante statunitense
- Doris De Agostini, sciatrice alpina svizzera
- Doris Dowling, attrice statunitense
- Doris Dragović, cantante croata
- Doris Duranti, attrice italiana
- Doris Eaton, attrice e ballerina statunitense
- Doris Hart, tennista statunitense
- Doris Lessing, scrittrice zimbabwese
- Doris Leuthard, avvocata e politica svizzera
- Doris Lo Moro, magistrata e politica italiana
- Doris Pawn, attrice statunitense
- Doris Schretzmayer, attrice austriaca
- Doris Tomasini, atleta italiana

### Varianti
- Doride, prima moglie di Erode il Grande
- Dóris Giesse, giornalista, conduttrice televisiva e danzatrice brasiliana.

## Il nome nelle arti
- Doris è un personaggio della serie di film Shrek.
- Doris Duke è un personaggio del telefilm Bernard & Doris - Complici amici.
- Doris Van Norden è un personaggio della soap opera Tempesta d'amore.

## Toponimi
- 48 Doris è un asteroide della fascia principale, che prende il nome dalla figura mitologica.